# Association of American Universities

Siegel der Association of American Universities

Die Association of American Universities (AAU, deutsch Vereinigung der Amerikanischen Universitäten) ist eine Organisation führender nordamerikanischer Forschungsuniversitäten, die sich für die Förderung der akademischen Forschung und Lehre in Nordamerika einsetzt.

## Geschichte
Seit der Gründung der Johns Hopkins University 1876 hatten sich die amerikanischen Universitäten nach deutschem Vorbild ausgerichtet und orientierten sich an dem Humboldtschen Bildungsideal der Einheit von Forschung und Lehre. Amerikanische Studenten reisten nach Europa, um hier ihren Doktor zu machen und dort war die Meinung über den amerikanischen Hochschulabschluss nicht gerade schmeichelhaft. Das Problem in Amerika bestand darin, dass die höheren Schul- bzw. Studienabschlüsse nicht zentral geregelt waren. So konnte man an einigen „Schulen“ oder „Colleges“, die sich Universitäten nannten, den Doktorgrad erlangen. Diese Praxis schadete dem Ruf der anspruchsvollen Universitäten, so dass diese eine Änderung planten.
Die Präsidenten Benjamin Ide Wheeler von der University of California, Berkeley, Charles William Eliot von der Harvard University, William Rainey Harper von der University of Chicago, Seth Low von der Columbia University und Daniel Coit Gilman von der Johns Hopkins University luden im Februar 1900 die 14 führenden Universitäten zu einer Konferenz nach Chicago ein. Ziel dieser Zusammenkunft, die zur Gründung der Association of American Universities führte, war laut Einladungsschreiben:
1. eine größere Gleichheit der Bedingungen herzustellen, unter denen Studenten Kandidaten für den Doktorgrad an den verschiedenen amerikanischen Universitäten erlangen können und dadurch das Problem der Auswanderung zu lösen. Graduiertenschulen führen zur Promotion.
2. die Ansicht in Übersee über den eigenen Doktorgrad zu heben.
3. den Standard in den eigenen schwächeren Einrichtungen zu heben.

Neben den 14 Gründungsmitgliedern kann eine Universität nur dann Mitglied in der AAU werden, wenn sie aufgrund ihrer Verdienste von der Gesellschaft dazu berufen wird. Bis 1909 wurden acht weitere Universitäten aufgenommen, so dass damit jeweils die Hälfte privat bzw. öffentlich war.
Gründungsmitglieder waren:
- Harvard University
- University of Michigan
- University of California
- Princeton University
- University of Chicago
- Columbia University
- Cornell University
- Johns Hopkins University
- University of Wisconsin
- Yale University
- University of Pennsylvania
- Stanford University

- Katholische Universität von Amerika
- Clark University

Die Organisation bildet ein Forum für ihre Mitglieder, um institutionelle und nationale Bildungsrichtlinien zu entwickeln und umzusetzen, sowie Themen im Bereich der akademischen Forschung und Lehre zu erörtern.

## Mitglieder
Dem Verband gehören heute (Stand 2023) 69 US-amerikanische und 2 kanadische Universitäten an. Über die Aufnahme neuer Mitglieder wird ca. alle drei Jahre beraten. Universitäten können nur durch Einladung der Organisation beitreten. Mindestens drei Viertel der aktuellen Mitglieder müssen der Aufnahme einer neuen Universität zustimmen. Nur Universitäten mit herausragenden Leistungen in Forschung und Lehre werden aufgenommen.
Mitglieder und deren Jahr der Aufnahme:

### Staatliche Universitäten (38)
| - Arizona State University (2023) - Georgia Institute of Technology (2010) - Indiana University Bloomington (1909) - Michigan State University (1964) - Ohio State University (1916) - Purdue University (1958) - Pennsylvania State University (1958) - Rutgers, The State University of New Jersey (1989) - Stony Brook University (2001) - Texas A&M University (2001) - University of Arizona (1985) - University at Buffalo, The State University of New York (1989) - University of California, Berkeley (1900) - University of California, Davis (1996) - University of California, Irvine (1996) - University of California, Los Angeles (1974) - University of California, Riverside (2023) - University of California, San Diego (1982) - University of California, Santa Barbara (1995) | - University of California, Santa Cruz (2019) - University of Colorado Boulder (1966) - University of Florida (1985) - University of Illinois at Urbana-Champaign (1908) - University of Iowa (1909) - University of Kansas (1909) - University of Maryland, College Park (1969) - University of Michigan, Ann Arbor (1900) - University of Minnesota, Twin Cities (1908) - University of Missouri (1908) - University of North Carolina at Chapel Hill (1922) - University of Oregon (1969) - University of Pittsburgh (1974) - University of South Florida (2023) - The University of Texas at Austin (1929) - The University of Utah (2019) - University of Virginia (1904) - University of Washington (1950) - University of Wisconsin–Madison (1900) |

### Private Universitäten (31)
| - Boston University (2012) - Brandeis University (1985) - Brown University (1933) - California Institute of Technology (1934) - Carnegie Mellon University (1982) - Case Western Reserve University (1969) - Dartmouth College (2019) - University of Chicago (1900) - Columbia University (1900) - Cornell University (1900) - Duke University (1938) - Emory University (1995) - The George Washington University (2023) - Harvard University (1900) - Johns Hopkins University (1900) - Massachusetts Institute of Technology (1934) | - University of Miami (2023) - New York University (1950) - Northwestern University (1917) - University of Notre Dame (2023) - University of Pennsylvania (1900) - Princeton University (1900) - Rice University (1985) - University of Rochester (1941) - University of Southern California (1969) - Stanford University (1900) - Tufts University (2021) - Tulane University (1958) - Vanderbilt University (1950) - Washington University in St. Louis (1923) - Yale University, New Haven (1900) |

### Kanadische Universitäten (2)
| - McGill University, Montreal (1926) | - University of Toronto (1926) |

### Ehemalige Mitglieder
- Katholische Universität von Amerika (1900–2002)
- Clark University (1900–1999)
- Iowa State University (1958–2022)
- University of Nebraska-Lincoln (1909–2011)
- Syracuse University (1966–2011)